# Maraca cabocla
Maraca cabocla är en spindelart som först beskrevs av Pérez-Miles 2000.  Maraca cabocla ingår i släktet Maraca och familjen fågelspindlar. Inga underarter finns listade i Catalogue of Life.